# Вацземниек, Лаймонис Мартынович
Лаймон (Лаймонис) Мартынович Вацземниек (Вацземниекс) (лат. Laimonis Vāczemnieks; 5 апреля 1929, Рига — 18 декабря 1998) — латышский и советский поэт, писатель, киносценарист.

## Биография
Сын рабочего. Член КПСС с 1959. Жил и работал в Риге.

## Творчество
Первые стихи поэта были напечатаны в 1953 году. Автор сборников стихов «Янтарная капля» («Dzintarlāse», 1957), «Глубокая зима» («Dziļā ziema», 1962), «Эхо» («Atbalss», 1970) и др. Лейтмотивы его лирической поэзии — родина, её природа, красота человеческих отношений.
Л. Вацземниек — автор целого ряда книг для детей и юношества. Ему принадлежит несколько киносценариев.
Произведения автора переводились на русский и другие языки СССР.

## Избранные произведения

### Проза
- Siltās rokas (1961)
- Mēnestiņa pirmais ceļojums (1961)
- Ищите маму (1963)
- Первое путешествие Лунника (1965)
- Kad apses tvīkst (1966)
- Atbalss (1970)
- Ливсалские мальчишки (1971, о становлении пионерской организации в школе в первые послевоенные годы)
- Теплый ломоть, Рига (1971)
- Veco vraku noslēpums (1973)
- Тайна Корабельного кладбища (1981, приключенческая повесть об отважных подростках-следопытах, разоблачивших предателя)
- Отклик (1989)
- Пела пчёлка о том, что и я (1988)

### Киносценарии
- Мальчишки острова Ливов (1969)
- Подарок одинокой женщине (1973)
- Коронный номер (1987)